# Louise-Félicité de Kéralio
Louise-Félicité Guynement de Kéralio (Valence, Drôme, 25 de agosto de 1758 - Bruselas, 31 de diciembre de 1822) fue una escritora y traductora francesa, originaria de la nobleza menor bretona.
Su padre fue Louis-Félix Guynement de Kéralio, quien había servido como tutor del Príncipe de Parma junto con Condillac  y enseñó en la École Militaire hasta 1776,  y su madre fue la traductora y escritora Françoise Abeille . Estuvo presente en la corte de Versalles entre octubre de 1777 y abril de 1782. Se casó con Pierre-François-Joseph Robert, político, revolucionario y secretario de Georges Danton, en 1790.

## Actividades literarias
Tradujo su primer libro cuando sólo tenía 16 años y escribió su primera novela, Adélaide, cuando sólo tenía 18. Como traductora, puso a disposición del público francés libros de Henry Swinburne,  John Gregory, John Howard y Riguccio Galluzzi.
De 1786 a 1789 editó una colección de 14 volúmenes de obras francesas escritas por mujeres, titulada Collection des meilleurs ouvrages François composés par des femmes (Colección de las mejores obras francesas escritas por mujeres).  Sin embargo, la escala de la tarea resultó demasiado grande para ella y no pudo completarla 
El 3 de febrero de 1787 fue elegida integrante de la Academia de Arras, donde fue recibida por su presidente Maximilien Robespierre . Desde 1786 o 1787 también fue miembro de la Sociedad Patriótica Bretona, fundada por su tío, el economista Louis-Paul Abeille.

## Actividades políticas
Durante la Revolución Francesa estuvo políticamente activa y asumió una serie de roles inusuales para las mujeres, incluido el de ser miembro del Club Cordeliers, donde su marido fue presidente durante un tiempo, y de la Sociedad Fraternal de Patriotas de Ambos Sexos. 
El 13 de agosto de 1789 fundó el Journal d'État et du Citoyen, convirtiéndose así en la primera mujer editora en jefe de una revista. Durante los dos años siguientes, editó varias otras revistas, que eran esencialmente vehículos de sus puntos de vista sobre la sociedad, los derechos y la revolución: Le Mercure national, ou Journal d'État et du Citoyen, luego Le Mercure national et Révolutions de l' Europa y finalmente Le Mercure national et étranger, ou Journal politique de l'Europe. Terminó su carrera como escritora política en julio de 1791, pocos meses antes del nacimiento de su hija.

Kéralio tenía opiniones firmes sobre el papel de la mujer. Por ejemplo, cuando el teórico político Sieyès propuso en 1789 que la futura constitución debería convertir a las mujeres y los niños en "ciudadanos pasivos", el Journal d'etat et du citoyen comentó:
No entendemos lo que quiere decir cuando dice que no todos los ciudadanos pueden tomar parte activa en la formación de los poderes activos del gobierno, que las mujeres y los niños no pueden tener influencia en la política. Ciertamente, las mujeres y los niños no tienen empleo. ¿Pero es ésta la única manera de influir activamente en la política? Los discursos, los sentimientos, los principios grabados en el alma de los niños desde su más tierna juventud, que les corresponde a las mujeres cuidar, la influencia que transmiten, en la sociedad, entre sus sirvientes, entre sus criados, son indiferentes a la ¿patria? 
Después de la Fugad de Varennes, el Comité central de las sociedades populares, coordinado por Kéralio y Robert, hizo circular una petición declarando que Luis XVI había abandonado su cargo, que por este acto de perjurio había abdicado de hecho y que los firmantes ya no debían lealtad. al rey. Al día siguiente se organizó una ceremonia de firma para el Campo de Marte, que desembocó en la masacre del Campo de Marte . 

## Después de la revolución
Su marido, Robert, fue nombrado prefecto de Rocroi durante los Cien Días, pero como había votado a favor de la muerte de Luis XVI, la pareja tuvo que exiliarse en Bruselas bajo Luis XVIII . En Bruselas, Robert se convirtió en comerciante de vinos.